# Heinrich Christian Pries
Heinrich Christian Pries (* 29. Mai 1798 in Waren (Müritz); † 20. September 1866 in Schwerin) war ein deutscher Advokat, Bürgermeister der Stadt Waren und Parlamentarier.

## Leben
Pries war der Sohn des Juristen und Bürgermeisters Wilhelm Pries und studierte Rechtswissenschaften ab 1817 an der Universität Rostock. Er wurde nach dem Studium Advokat in seiner Heimatstadt. Pries war von 1831 bis 1866 Bürgermeister von Waren und Ehrenbürger der Stadt. 1866 wurde er krankheitsbedingt pensioniert und nahm sich kurz darauf in der Irrenanstalt Sachsenberg, heute Helios Kliniken Schwerin, damals noch vor den Toren Schwerins das Leben.
1848 war Pries Abgeordneter der Mecklenburgischen Abgeordnetenversammlung im Wahlkreis Mecklenburg-Schwerin 80 (Waren). Er gehörte der Fraktion des rechten Zentrums an und arbeitete im volkswirtschaftlichen Ausschuss mit. Weiter im Ausschuss für eine neue Gemeindeordnung und im Ausschuss für Fragen des Handwerks. Eines seiner Hauptanliegen war der Chausseebau zwischen Waren und Teterow.